# Niko Grafenauer

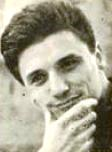

Niko Grafenauer (* 5. Dezember 1940 in Ljubljana, Jugoslawien) ist ein slowenischer Lyriker, Erzähler, Essayist und Übersetzer.

## Leben und Werk
Niko Grafenauer studierte Vergleichende Literaturwissenschaft an der Philosophischen Fakultät der Universität Ljubljana. Bereits während des Studiums war er als Kritiker für verschiedene Literaturzeitschriften tätig. Nach dem Studienabschluss 1969 arbeitete er zunächst als freischaffender Schriftsteller, danach von 1973 bis 1995 als Lektor für Kinderliteratur beim Verlag Mladinska knjiga. Später war er Chefredakteur bei den Literatur- und Kulturzeitschriften Ampak, Problemi und Nova revija. Bis zur Pension war er Chefredakteur und auch Leiter des Verlags der Nova revija. Seit 2003 war Grafenauer korrespondierendes, seit 2009 ist er ordentliches Mitglied der Slowenischen Akademie der Wissenschaften und Künste; von Oktober 2009 bis September 2015 war er dort Sekretär der V. Klasse.
Grafenauers lyrisches Opus wird als geheimnisvoll, hermetisch und von einer reichhaltigen Ästhetik mit viel Witz und überraschender sprachlicher Innovativität bezeichnet. Er entwickelte eine völlig eigenständige, sprachlich radikale dichterische Sprache, die ihn als einen der herausragenden Autoren der slowenischen Gegenwartslyrik etablierte. Sein Band mit Sonetten Štukature (Stuckaturen, 1975) gilt als epochales Werk der zeitgenössischen slowenischen Lyrik. In deutscher Übersetzung ist Grafenauers Lyrik bisher in zwei zweisprachigen Gedichtbänden mit Übersetzungen von Janko Ferk (2003 und 2010, letzterer gemeinsam mit Astrid Philippsen übersetzt) sowie durch einzelne Übersetzungen in Zeitschriften und Anthologien zugänglich.
Besonders umfangreich ist sein Œuvre für Kinder. Am bekanntesten wurde der Gedichtzyklus über den Buben Pedenjpet (in der deutschen Übersetzung: Spangelang), der in zahlreiche Sprachen übersetzt und gelegentlich in einer Reihe mit Oton Župančič‘ Ciciban gestellt wurde. Darüber hinaus ist Grafenauer ein bedeutender Übersetzer, hervorzuheben sind seine Übersetzungen der Gedichte von Gottfried Benn, Friedrich Hölderlin und Hans Magnus Enzensberger, er gilt außerdem als Experte für Rainer Maria Rilke und Paul Celan. Für sein lyrisches Werk erhielt Grafenauer eine Reihe von Auszeichnungen, u. a. den Preis der Prešeren-Stiftung (1980), den Levstik-Preis (1980, 1987, 2007), den Kajuh-Preis (1984), den Jenko-Preis (1986, 1999), den Großen Prešerenpreis (1997), den Poesiepreis Zlatnik poezije (2013) und den Župančič-Kulturpreis der Stadt Ljubljana (2014). Als Übersetzer nahm er 1992 den renommierten Sovre-Preis entgegen.

## Werke

### Gedichtbände (Auswahl)
- Večer pred praznikom (1962). [Der Vorabend des Feiertags] Ljubljana: Državna založba Slovenije.
- Stiska jezika (1965). [Die Not der Sprache] Ljubljana: Državna založba Slovenije.
- Štukature (1975). [Stuckaturen] Ljubljana: Državna založba Slovenije.
- Pesmi (Gedichte mit Svetlana Makarovič und Tomaž Šalamun, 1979). Ljubljana: Mladinska knjiga.
- Palimpsesti (1984). [Palimpseste] Ljubljana: Mladinska knjiga
- Izbrisi: Elegije (1989). [Löschungen: Elegien] Ljubljana: Državna založba Slovenije.
- Samota (1990). [Einsamkeit] Ljubljana: Mladinska knjiga.
- Dramilo v petdesetih epigramih Nika Grafenauerja (1992). [Weckruf in fünfzig Epigrammen von Niko Grafenauer] Ljubljana: Mihelač.
- Vezi daljav (1996). [Verbindungen der Fernen] Ljubljana: Mladinska knjiga.
- Odtisi (1999). [Abdrücke] Ljubljana: Nova revija.
- Vtkana sled/Eingewebte Spur – Gedichte/Pesmi (2003). Zweisprachige Ausgabe mit Übersetzungen von Janko Ferk. Wien: Edition Atelier.
- Nočitve (2005). [Nächtigungen] Ljubljana: Nova revija.
- Diham, da ne zaide zrak: zbrane in nove pesmi [Ich atme, damit die Luft nicht untergeht] Sammlung alter und neuer Gedichte, 2010. Ljubljana: Beletrina.
- Geheimnisse. Gedichte und Sprüche. Übersetzungen von Janko Ferk und Astrid Philippsen. Klagenfurt/Celovec: Hermagoras/Mohorjeva 2010.

### Weitere Übersetzungen ins Deutsche
- Gedichte. Übersetzt von Janko Ferk. In: Lichtungen 13/52 (1992), 7–8.
- Palimpseste. Übersetzt von Janko Ferk. In: Litterae slovenicae 1 (1995) = 33/85 (1995), 188–192.
- [Gedichte]. In: Ferk, Janko (Hg.): Nirgendwo eingewebte Spur. Wien: Edition Atelier 1996, 16–20.
- In eigener Sache. Übersetzt von Borut Novinec. In: Miladinović Zalaznik, Mira (Hg.): Begegnungen. Ljubljana: Nova revija 1995, 5–7.
- Dichtung und Nationalität. Übersetzt von Mira Miladinović Zalaznik. In: Miladinović Zalaznik, Mira (Hg.): Begegnungen. Ljubljana: Nova revija 1995, 77–81.
- Ausschnitte. Übersetzt von Klaus Detlef Olof. In: Miladinović Zalaznik, Mira (Hg.): Begegnungen. Ljubljana: Nova revija 1995, 127–131.
- Ehrengruben u.a. Übersetzt von Fabjan Hafner. In: manuskripte 37/136 (Juni 1997), 76–83.
- Rede zum Prešeren-Preis 1998. Übersetzt von Fabjan Hafner. In: Brandtner, Andreas, Michler, Werner: Zur Geschichte der slowenisch-österreichischen Literaturbeziehungen. Wien: Turia + Kant 1998, 401–406.
- Nachtungen. Übersetzt von Fabjan Hafner. In: manuskripte 46/173 (Oktober 2006), 89–92.

### Lyrik für Kinder (Auswahl)
- Pedenjped (1966). 3. Auflage: Ljubljana: Mladinska knjiga (1983). (Dt. Spangelang. Übersetzt von Astrid Philippsen. Berlin: Kinderbuchverlag, 1989.)

- Živali v gozdu (1970). [Tiere im Wald] Ljubljana: Mladinska knjiga.
- Sredi polja rdeči mak (1974). [Inmitten des Feldes roter Mohn] Ljubljana: Mladinska knjiga.
- Avtozaver (1976) [Autosaurus]. Ljubljana: Mladinska knjiga.
- Abeceda (1977). [Alphabet] Ljubljana: Mladinska knjiga.
- Zmajček razgrajaček (2. Teil der Spangelang-Reihe 1978). Ljubljana: Mladinska knjiga.
- Nebotičniki, sedite (1981) [Wolkenkratzer, setzen] Ljubljana: Mladinska knjiga.
- Skrivnosti (1983) 2. Auflage: Ljubljana: Borec, 1986. (Dt. Geheimnisse: Gedichte und Sprüche. Übersetzt von Janko Ferk und Astrid Philippsen. Klagenfurt: Mohorjeva – Hermagoras, 2010.)
- Sonce nad vodometi (1984). [Die Sonne über den Springbrunnen] Ljubljana: Mladinska knjiga.
- Možbeseda Pedenjped (3. Teil der Spangelang-Reihe 1994): Stari trg ob Kolpi: Koce.
- Kraljice mačke (mit Illustrationen von Jože Ciuha, 2014). [Die Katzenköniginnen] Gorenja vas: Modrijan.

### Studien und Essays
- Kritika in poetika (1974). [Kritik und Poetik] Maribor: Obzorja.
- Izročenost pesmi (1982). [Die Ausgeliefertheit des Gedichts] Maribor: Obzorja.
- Tretja beseda (1991). [Das dritte Wort] Maribor: Obzorja.